# Manoir Burchard (Riga)
Le manoir Burchard (Burchardshof en allemand ; Burharda muiža ou Burchardu muiža en letton) était un manoir du quartier de Mežciems à Riga, en Lettonie. Le bâtiment principal était situé dans la zone du 23 de la rue Mežciema, près de la source de la rivière Gaiļupīte. 
La date de la création du manoir Burchard est inconnue. À la fin du XIXe siècle siècle, le quartier de Mežciems est nommé « Burhardciems » d'après le domaine. Le bâtiment principal du manoir a été détruit ; subsiste une dépendance.

## Sources
1. ↑  Google Earth